# That's My Goal
„That's My Goal” este un cântec al interpretului de muzică pop Shayne Ward. Piesa a fost lansată la finele anului 2005, reprezentând discul de debut al artistului. Cântecul a fost realizat pentru câștigătorul emisiunii-concurs The X Factor.
Discul a fost lansat pe data de 21 decembrie 2005, fiind disponibil spre comercializare doar patru zile până la anunțarea ultimei ediții a clasamentului UK Singles Chart. În primele zile, ,„That's My Goal”, a înregistrat vânzări de peste 742.000 de exemplare, poziționându-se pe locul 1 în topul celor mai bine vândute cântece din Regatul Unit.

## Informații generale
Discul a fost lansat pe data de 21 decembrie 2005 și a debutat pe locul 1 în clasamentul din Regatul Unit, unde a staționat timp de patru săptămâni consecutive.
În Irlanda, cântecul a debutat pe locul 3, urcând în vârful topului două săptămâni mai târziu. „That's My Goal” a ocupat cea mai înaltă traptă în Irlanda timp de șapte săptămâni, staționând în clasament până la finele lunii mai, din anul următor. În Europa, piesa a obținut locul 21, în timp ce în Suedia a câștigat poziția cu numărul 58.

## Lista cântecelor
Disc single distribuit în Regatul Unit
1. „That's My Goal”
2. „If You're Not the One”
3. „Right Here Waiting”

## Clasamente
| Clasament             | Poziția maximă | Referință |
| --------------------- | -------------- | --------- |
| Euro 200              | 21             | [ 4 ]     |
| Ireland Singles Chart | 1              | [ 3 ]     |
| Sweden Singles Chart  | 58             | [ 3 ]     |
| Taiwan Singles Chart  | 1              | [ 5 ]     |
| UK Singles Chart      | 1              | [ 3 ]     |
| UK Download Chart     | 1              | [ 6 ]     |
| United World Chart    | 12             | [ 3 ]     |